# スーパーJチャンネル九州・沖縄
『スーパーJチャンネル九州・沖縄』（スーパージェイチャンネルきゅうしゅう おきなわ）は、2000年10月2日から2018年3月30日までの間、九州・沖縄地方のANN各局のブロックネットで放送された九州朝日放送（KBC）制作の報道番組である。

## 概要
前身番組は『ほっと540九州沖縄』。放送時間は平日 18:15 - 18:25。2012年3月9日までの放送時間は18:18 - 18:28:30、2012年12月までの放送時間は18:15 （九州朝日放送以外は18:19） - 18:29。
キャスターは、『KBCニュースピア』のキャスターが担当している。最初に各地のニュースをキャスターが伝えた後、各地のミニ特集を放送する。以前は終了前に天気予報を伝える番組構成となっていた。
番組の終了後には各局でローカルニュースを放送する。
『KBCニュースピア』が2018年3月30日をもって終了、同年、4月2日から『シリタカ!』が開始する。制作局を除く本番組をネットしていた九州・沖縄地区のテレビ朝日系列フルネット5局は『シリタカ!』を本番組を放送していた10分間のみ部分ネットを1年後の2019年3月29日まで行った。

### 年末特番
2000年から年末に九州沖縄の1年を振り返る本番組をベースにした特別番組を編成していた。当初は土曜日の夕方に1時間から1時間半程度放送していたが、2015年現在は16時台から17時台（『スーパーJチャンネル』17時台を差し替え）の2時間番組として2018年の年末まで放送していた。
- 2017年12月27日は16:50から18:50まで、『スーパーJチャンネル九州・沖縄 喜怒哀楽2017』と題して放送（17:53 - 18:15まで「スーパーJチャンネル」のANNゾーンを内包、各局別のローカルニュースは18:50から放送）。

## 出演者
| 期間 | 期間       | 男性       | 女性       |
| --- | ---------- | ---------- | ---------- |
| 2000.10.2 | 2002.12.27 | 草柳悟堂   | 加藤恭子   |
| 2003.1.6 | 2006.3.31  | 草柳悟堂   | 田崎日加理 |
| 2006.4.3 | 2006.11.30 | 草柳悟堂   | 武藤麻美   |
| 2006.12.1 | 2012.12.21 | 近藤鉄太郎 | 武藤麻美   |
| 2013.1.4 | 2018.3.30  | 太田祐輔   | 細谷めぐみ |
| - 男性キャスターはいずれも九州朝日放送に所属。 - 草柳は出演当時アナウンサー。後に退社して、現在は琉球朝日放送（QAB）のキャスター。 - 近藤は当初アナウンサーだったが、後に報道部へ異動。降板後、太田と交代の形でアナウンサーに復帰。 - 太田も、2013年1月に報道部へ異勤するが、2016年4月にアナウンサーに復帰。 - 加藤・田崎・細谷は出演当時、九州朝日放送アナウンサー。 - 武藤はフリーアナウンサー。 |            |            |            |

### 代行キャスター
九州朝日放送のキャスターが休暇を取っている場合、女性キャスターの場合は2002年頃までと2014年以降は九州沖縄の系列局のアナウンサーが担当する。かつては男性キャスターと同局女性アナウンサーが担当していた。男性キャスターが休暇を取っている間には同局アナウンサー（田上和延、沖繁義、宮本啓丞等）が担当する。
5日間を日替わりで担当するが、この番組をネットする6局全てのアナウンサーに担当が回るわけではない。
- 2016年8月29日 - 9月2日
  - 松田朋子（熊本朝日放送）
  - 藤坂奈央（長崎文化放送）
  - 山下拓見（大分朝日放送）
  - 面高亜沙美（鹿児島放送）
  - 増田優香子（九州朝日放送）

### 天気予報担当
- 鈴木俊之 - レギュラー出演ではなく、基本的に台風など災害に関する場合にのみ出演。

### リポーター
- 中島つぐまさ - 2013年9月30日から2018年3月30日まで出演。主に福岡県内を担当（長崎・熊本・大分・鹿児島・沖縄は各局のアナウンサーが担当）。本番組の裏番組であるサガテレビ（フジテレビ系列）の『かちかちPress』にもリポーターとして出演している。

### ネット局各局のキャスター
※過去の担当者も含む
長崎文化放送
- 志久弘樹
- 大嶋真由子
- 池山清子
- 眞方富美子

大分朝日放送
- 高嶋和代
- 大久保千夏
- 天本圭子 - 2008年2月退社。
- 楠元正孝
- 中嶋美和子 - 2007年3月退社。
- 村島里佳
- 二ノ宮真美

熊本朝日放送
- 宮地麻理子 - 2008年9月退社。
- 矢佐間恵 - 2007年12月退社。
- 筒井孝彦
- 土屋孝博

鹿児島放送
- 樺山美喜子
- 北之園一裕
- 池上美弥子 - 別部署へ異動。
- 馬場雄二 - 退職。
- 柿野賢治
- 南崇臣

琉球朝日放送
- 比嘉鈴代
- 秋山和代
- 比嘉雅人

## 過去の出演者

### スペシャルコメンテーター
- 鳥越俊太郎（ジャーナリスト） - 2011年4月14日から原則月に1回の出演。福岡ではこの番組の後の『KBCニュースピア』にも出演。

### 天気予報担当
- 山本耕一 - 基本的に台風など災害に関する場合にのみ出演。

## ネット局・地域ニュースの担当地域
| 放送対象地域 | 放送局                         | 系列           | 放送日時                  |
| ------------ | ------------------------------ | -------------- | ------------------------- |
| 福岡県       | 九州朝日放送（KBC） （制作局） | テレビ朝日系列 | 月 - 金曜日 18:15 - 18:25 |
| 長崎県       | 長崎文化放送（ncc）            | テレビ朝日系列 | 月 - 金曜日 18:15 - 18:25 |
| 大分県       | 大分朝日放送（OAB）            | テレビ朝日系列 | 月 - 金曜日 18:15 - 18:25 |
| 熊本県       | 熊本朝日放送（KAB）            | テレビ朝日系列 | 月 - 金曜日 18:15 - 18:25 |
| 鹿児島県     | 鹿児島放送（KKB）              | テレビ朝日系列 | 月 - 金曜日 18:15 - 18:25 |
| 沖縄県       | 琉球朝日放送（QAB）            | テレビ朝日系列 | 月 - 金曜日 18:15 - 18:25 |

- 2015年3月までは大分朝日放送のみ番組表上では18:27終了となっていたが、同年4月1日から18:25に変更されたため、全ての局で放送時間が統一された。
- 宮崎県はテレビ宮崎（UMK）がANNに加盟しているが、クロスネット編成の関係上、この時間のANNニュースは配信されず、『UMKスーパーニュース』（本番組終了時点で放送されていた『みんなのニュース』のローカル版）を放送。ただし番組内でUMKの取材映像が放送されることはある。2000年代中盤まではKABが宮崎県の取材を担当していた。
- 一部新聞などの番組欄で、長崎文化放送・大分朝日放送・鹿児島放送では『スーパーJチャンネル』およびローカルニュース枠（『NCCスーパーJチャンネル長崎』・『スーパーJチャンネルおおいた』・『KKBスーパーJチャンネル』）とのオムニバス形式扱いされていた。
- 熊本朝日放送では、2012年3月30日まで編成上、『スーパーJチャンネルくまもと』や『ANNスーパーJチャンネル』のオムニバス内包番組として、同年4月2日から2017年3月31日までは『ニュース&情報ライブ くまパワ（→つながる情報テレビ くまパワ）』の第3部扱いとしてそれぞれ放送していた。
- 九州朝日放送では、2012年3月から9月の18:15から18:19までは『天気デス。』を放送していたが、2012年9月28日をもって終了したため。10月1日から12月までは、ステーションブレイク無しで放送されていた。18:15 - 18:18は九州朝日放送ローカル枠となり、「きょうの1枚」としてニュースピアで取り上げる項目の中からの1枚を紹介し、ブロックニュースのうち1 - 2項目を伝える。その後一旦CMに入り、18:19からブロックを繋いでいたが、2013年1月からは上述の通り時間が変更になったため、これらは廃止された。
- かつて鹿児島放送では、本番組の終盤5秒にて「ひきつづきKKBスーパーJチャンネルをお送りします」との予告テロップが画面下部に送出されていた。
  - 琉球朝日放送でも終盤5秒にて「このあとはステーションQ」との予告テロップが画面右下部に送出されていた時期がある。

## 演出

### タイトルロゴ
タイトルロゴは『スーパーJチャンネル』のロゴ変更に合わせて下記のように変更されているが『九州沖縄』の部分に関しては番組の終了まで変更されること無く使用された、オープニング映像についてはロゴの変更とは連動せずに数年おきに変更された。
- 初代：2000年10月2日 - 2001年1月3日
  - カラーリング：スーパーJチャンネル 九州沖縄
- 2代目：2001年1月4日 - 2003年9月28日
  - カラーリング：スーパーj チャンネル 九州沖縄
- 3代目：2003年9月29日 - 2015年3月29日
  - カラーリング：super J チャンネル 九州沖縄
- 4代目：2015年3月30日 - 2018年3月30日
  - カラーリング：J チ ャ ン ネ ル 九州沖縄

### オープニング・テーマ曲
- 本番組開始以降オープニング映像は数年おきに更新されており、2005年頃に一度廃止されていたが2010年代中盤に復活しテーマ曲として 宮本笑里の「SOLA」が2017年11月17日まで使用された。2018年1月4日から別のテーマ曲によるオープニング映像が制作された。